# Frennia propinqua
Frennia propinqua är en ringmaskart som beskrevs av René Viguier 1920. Frennia propinqua ingår i släktet Frennia och familjen Polynoidae. Inga underarter finns listade i Catalogue of Life.